# They singular
They singular es un uso del pronombre de tercera persona del plural, they en inglés, en el singular. Generalmente se usa el they singular con antecedente indefinido o de género desconocido, por ejemplo:

- Somebody left their umbrella in the office. Could you please let them know where they can get it?
Alguien dejó su paraguas en la oficina. ¿Podrías decirle dónde él/ella puede encontrarlo?

- The patient should be told at the outset how much they will be required to pay.
Se debe informar al/a la paciente desde el principio cuánto deberá pagar.

- But a journalist should not be forced to reveal their sources.
Pero un/una periodista no debe ser obligado/a a revelar sus fuentes.

El they singular se encuentra por primera vez en el siglo XIV, aproximadamente un siglo después de la ocurrencia de la palabra en el plural. Desde entonces se ha empleado en el inglés cotidiano con gran frecuencia, aunque algunas autoridades prescriptivas lo han desaprobado. Su uso continuo en el inglés estándar moderno se ha vuelto más común, y ha sido aceptado formalmente con el cambio hacia un lenguaje neutral en cuanto al género. Aunque algunas guías de estilo de principios del siglo XXI lo describían como coloquial y menos apropiado en la escritura formal, en la actualidad la mayoría de las guías de estilo en inglés aceptan el they singular como pronombre personal.
A partir de comienzos del siglo XXI, el uso del they singular ha sido adoptado por algunas personas de género no binario, como una alternativa al uso de he (él) o she (ella). Por ejemplo, para presentar a una persona que prefiere utilizar los pronombres they/them, podríamos decir:

- This is my friend, Jay. I met them at work. They are a talented artist.

En este contexto, la palabra they ha sido nombrada como la Palabra del Año en 2015 por la American Dialect Society y en 2019 por Merriam-Webster. En 2020, la American Dialect Society la seleccionó como la Palabra de la Década de los Años 2010.

## Formas flexionadas y pronombres derivados
Al igual que el «you singular», el «they singular» permite un antecedente en singular, pero se utiliza con las mismas formas verbales que el they plural y tiene las mismas formas flexionadas (them, their y theirs), excepto que en la forma reflexiva se usa ocasionalmente themself en lugar de themselves.
| Pronombre     | Sujeto (nominativo)   | Objeto (acusativo)                 | Posesivo prenominal (genitivo dependiente) | Posesivo predicativo (genitivo independiente)   | Reflexivo                                |
| ------------- | --------------------- | ---------------------------------- | ------------------------------------------ | ----------------------------------------------- | ---------------------------------------- |
| He            | He is my son.         | When my son cries, I hug him.      | My son tells me his age.                   | If I lose my phone, my son lends me his.        | My son dresses himself.                  |
| She           | She is my daughter.   | When my daughter cries, I hug her. | My daughter tells me her age.              | If I lose my phone, my daughter lends me hers.  | My daughter dresses herself.             |
| They plural   | They are my children. | When my children cry, I hug them.  | My children tell me their ages.            | If I lose my phone, my children lend me theirs. | My children dress themselves.            |
| They singular | They are a child.     | When a child cries, I hug them.    | A child tells me their age.                | If I lose my phone, a child lends me theirs.    | A child dresses themself [o themselves]. |
| He genérico   | He is a child.        | When a child cries, I hug him.     | A child tells me his age.                  | If I lose my phone, a child lends me his.       | A child dresses himself.                 |
| It            | It is a child.        | When a child cries, I hug it.      | A child tells me its age.                  | If I lose my phone, a child lends me its.       | A child dresses itself.                  |